# Moral und Politik
Das 1997 erschienene Buch Moral und Politik von Vittorio Hösle ist ein „Projekt einer Politischen Ethik für das 21. Jahrhundert“. Es stellt einen der umfassendsten und systematischsten Ansätze der letzten Jahre auf diesem Gebiet dar. Zur Begründung seines Ansatzes verarbeitet Hösle auf mehr als 1200 Seiten sowohl die philosophische Tradition als auch viele Erkenntnisse neuerer Forschung. Auch Erkenntnisse empirischer Wissenschaften wie die der Sozialwissenschaften werden von ihm berücksichtigt. 
Hösle geht dabei methodisch vielfältig vor. Er bedient sich geistesgeschichtlicher Erörterungen, begriffsanalytischer Ausführungen, phänomenologischer Betrachtungen und der Ergebnisse empirischer und formaler Wissenschaften.

## Der Ansatz des Buches
Die Motivation Hösles für dieses Mammutwerk ist seine Einsicht, dass die Politik der Moderne sich in einer tiefgreifenden Krise befinde, die seiner Ansicht nach „bald größere Kreise ziehen, jedenfalls den Westen nicht unverschont lassen wird“. Problematisch sind aus seiner Sicht:
- die „einzigartige Gewaltexplosion“ als Verbindung des Gewaltmonopols des modernen Staates mit den Möglichkeiten der gegenwärtigen Technik
- das Wachstumsprinzip, das im Grunde auch die Menschen der reichen Länder „geradezu ärmer gemacht“ habe
- der Umschlag des Ideals der „Brüderlichkeit“ in eine „allgemeine Gleichgültigkeit“ und „die Unfähigkeit, andere Wertunterschiede als diejenigen wahrzunehmen, die sich in Geld berechnen lassen“
- die weltgeschichtlich einzigartige Ungleichheit zwischen den Gesellschaften der sogenannten Ersten Welt und denjenigen, „die den Modernisierungsprozeß nicht bewältigt haben“
- die Erweiterung der individuellen menschlichen Freiheit, die in eine Situation kulminiere, in der „wegen der außerordentlichen Komplexität und Verwobenheit sozialer Systeme der Staat immer reaktiver wird und selbst nicht mehr die Freiheit besitzt, das Überlebensnotwendige zu tun“
- die zunehmende „Orientierungslosigkeit hinsichtlich der eigentlichen Ziele“ und gleichzeitige „methodische Perfektion beim Einsatz der Mittel“
- der von der Aufklärung als letztes Resultat hervorgebrachte Typ von Intellektuellen, „der alles zu durchschauen und endlich verstanden zu haben glaubt, daß Erkenntnis der Wirklichkeit ebensowenig möglich sei wie die normative Auszeichnung einer Handlungsalternative vor einer anderen“

Hösles Anspruch ist nun, die Frage nach dem Verhältnis von Moral und Politik nochmals zu stellen. Er unternimmt den „Versuch einer Synthese der klassischen alteuropäischen Überzeugung, die Politische Philosophie sei auf die Ethik zu gründen, und der modernen Auffassung, ethische Argumente erfüllten selbst eine politische Funktion“. Des Weiteren will er „eine konkrete Politische Ethik für die Situation vorlegen, in der sich die Menschheit heute befindet“.

## Kurze Beschreibung des Inhalts
Im ersten Teil des Buches klärt der Autor, was überhaupt sinnvolle Prinzipien ethischer Bewertung sein können. Er beginnt mit einem historischen Überblick über die verschiedenen Positionen, die hinsichtlich der Frage nach dem Verhältnis von Moral und Politik in der Geschichte der Philosophie eingenommen wurden (Kapitel 1). Da sich in unserem Jahrhundert die Ansicht durchgesetzt habe, eine Moralisierung der Politik sei nicht möglich, will er die Begriffe des Politischen und des Moralischen neu fassen und einige populäre Einwände gegen eine moralische Bewertung des Politischen zurückweisen (Kapitel 2). In Kapitel 3 werden von ihm dann, im Rahmen einer metaethischen Auseinandersetzung mit den wichtigsten ethischen Theorien, die Prinzipien der Ethik entwickelt, die er seinem Ansatz zugrunde legt.
Der zweite Teil des Buches stellt die „Grundlinien einer Theorie des Sozialen“ dar. 
Zunächst wird der Mensch hinsichtlich seiner Eigenschaften betrachtet, die für die Politische Philosophie relevant sind (Kapitel 4). Es werden Ansätze der Evolutionstheorie und der Sozialwissenschaften verarbeitet. Als elementare Eigenschaft identifiziert Hösle das menschliche Machtstreben. In Kapitel 5 rückt dieses in den Vordergrund. Er entwickelt eine „Phänomenologie der Macht“ und eine „Kratologie“, in der die wesentlichen Prinzipien der Machttechnik dargestellt werden. Eine Theorie des Staates und seiner geschichtlichen Entwicklung bildet den Abschluss seiner Theorie des Sozialen (Kapitel 6). 
Im dritten Teil des Buches entwickelt Hösle als Schlussfolgerung der ersten beiden Teile eine „konkrete Politische Ethik“. Er fragt nach der Legitimation des Staates überhaupt und versucht, einen idealen Staat zu skizzieren (Kapitel 7). Anschließend untersucht er die Frage, was gerechte Politik ist. Hier stellt sich das Problem der Politischen Ethik im eigentlichen Sinne; „denn wenn die sozialen Institutionen so sind, wie sie sein sollen, reduziert sich Politik im Wesentlichen auf Verwaltung“. Hösle plädiert langfristig für einen Universalstaat; solange aber eine Pluralität von Staaten existiere, müsse auch deren Außenpolitik normiert werden. 
Hösle sieht unsere Zeit als Krisenepoche. Die zentrale Frage sei daher: „Wie ist politische Führung in der Situation eines moralischen Paradigmenwechsels möglich?“. Im Rahmen der Erörterung der Außenpolitik streift er die Frage, welche normativen Kriterien für die Gestaltung der politischen Beziehungen zwischen Kulturen mit unterschiedlichen Wertordnungen anzuwenden sind (Kapitel 8). Für Hösle ist die Lösung derartiger Fragen eine „Überlebensnotwendigkeit in einer Situation wie der unsrigen, in der sich das Desiderat einer erdumfassenden Politik abzeichnet, obgleich die Unterschiede zwischen den einzelnen Kulturen wohl nie größer waren als heute und obgleich die Identitätskrise, die nicht nur die ehemals Zweite, sondern auch die Dritte und die Erste Welt erschüttert, von einer kaum überbietbaren Heftigkeit ist“.  
Das neunte und letzte Kapitel zieht die Konsequenzen aus allem bis dahin Entwickelten und erörtert die Grundlinien einer Politischen Ethik für das 21. Jahrhundert. Hösle geht es hier um die Politik in der individuellen geschichtlichen Lage der Gegenwart. Die wesentlichen, für die Überwindung der Krise der Gegenwart notwendigen, politischen  Subjekte stellen dabei für ihn die Staaten, die Wirtschaft und die Religion dar. Die Staaten hätten die Aufgabe, den Vereinten Nationen als der derzeit umfassendsten supranationale Organisation mehr Kompetenzen zu geben, um so die notwendigen Maßnahmen besser koordinieren zu können. Die Wirtschaft werde gebraucht, da ohne ihr organisatorisches Know-how „an eine Veränderung  jener gesellschaftlichen Strukturen nicht zu denken“ sei, „die die rasante Umweltzerstörung verursachen“. Die Religionen schließlich würden benötigt, da  „die notwendigen Koordinationsleistungen“ nur erbracht werden könnten, „wenn sich die Mehrzahl der Menschen, oder zumindest der sie führenden Eliten, auf einen bestimmten normativen Kurs einigt“.

## Ausgabe
- Vittorio Hösle: Moral und Politik. Grundlagen einer Politischen Ethik für das 21. Jahrhundert. Beck, München 1997, ISBN 3-406-42797-9